# Rajko Slapernik
Rajko Slapernik, slovenski slikar, * 27. december 1896, Gradišče pri Sv. Trojici,  Slovenske Gorice, † 12. avgust 1975, Ljubljana.
Slapernik je spadal v skupino slovenskih impresionističnih slikarjev. 
1915/16 je študiral na Obrtni šoli v Gradcu, bil mobiliziran na Soško fronto, 1920 študij nadaljeval na umetniški akademiji na Dunaju, 1921-23 na šoli Probuda v Ljubljani, 1926-31 s predsledki  na münchenski akademiji, leta 1934 se je izpopolnjeval na akademijah Colarosi in Julian v Parizu ter tam (z Nikolajem Pirnatom) tudi razstavljal (Salon d´ automne).  Po vojni je bil 1946-50 honorarno zaposlen kot restavrator pri Zavodu za spomeniško varstvo v Ljubljani. Leta 1948 je ustanovil in nato tudi več let vodil amatersko slikarsko šolo Ivan Rob v Ljubljani, v kateri je vzgojil več kot 100 učencev. 
Slikal je krajine, tihožitja, portrete, avtoportrete in zgodovinske prizore, najpogosteje v oljni tehniki na osnovi tempere, gojil je tudi patel in akvarel, preizkušal različne nove slikarske postopke ter se ukvarjal s fresko. Krajinsko motiviko je podajal v tradiciji barvnega realizma, zgodovinske motive odlikujejo risarsko poudarjene celopostavne figure v naravni velikosti. 
Kot restavrator je snemal baročne freske v gradovih Križ (Kamnik) in Zalog pri Moravčah, sodeloval pri obnovi gradu Hrastovec v Slovenskioh goricah in vodil obnovo dvorca Štatenberg. Leta 1950 je organiziral in vodil kopiranje slovenskih srednjeveških fresk za razstavo jusoslovanske umetnosti v Parizu.